# 傅慰孤
傅慰孤（1943年6月7日—），中華民國空軍中將、臺大EMBA碩士、元智大學機工碩士，IAE國際學士院軍事戰略學博士，IAE國際學士院軍事戰略學教授，
生於浙江省鎮海縣，1949年時經香港輾轉到臺灣，現任元智大學校友會榮譽理事長，畢業於空軍幼校7期、空軍官校46期，曾任空軍第2聯隊飛行員、中隊長、大隊長、直至聯隊長，並晉升少將。1997年1月任空軍總部副參謀長。1998年1月晉升中將。1999年2月任國防大學空軍學院院長。2000年11月任國防部常務次長。2002年3月任空軍副總司令，至2003年7月脫下軍袍。終身學習，取得元智大學機械研究所碩士，
IAE國際學士院軍事戰略學博士暨教授、國立臺灣大學EMBA研究所畢業。曾任元智大學校友會理事長、中華孫子兵法研究學會創會長。依孫武全勝思想，共創兩岸雙贏共利，努力推動孫武文化交流，希再創中華民族漢唐盛世之目的。針對釣魚台問題，傅慰孤主張「非利不動」。針對民進黨蔡英文政府推動國機國造與國艦國造（尤其是潛艦國造），傅慰孤受中評社採訪時表示舉雙手贊成。
傅慰孤之母為抗日戰爭名人葉因綠。